# Eulepidotis corinna
Eulepidotis corinna là một loài bướm đêm trong họ Erebidae.